# آرثر روبرتس (ملحن)
آرثر روبرتس (بالإنجليزية: Arthur Roberts)‏ هو ملحن وفيزيائي أمريكي، ولد في 6 يوليو 1912، وتوفي في 22 أبريل 2004.

## وصلات خارجية
- آرثر روبرتس على موقع ميوزك برينز (الإنجليزية)